# カラムジナ島
カラムジナ島（カラムジナとう、ロシア語: Остров Карамзина）は、ロシア連邦沿海地方の州都・ウラジオストクにある島。
島の近海には大日本帝国海軍が所有していた吹雪型駆逐艦の「響」が沈んでいる。
ダイビングスポットとして有名。